# 騎劫挖礦
騎劫挖礦（英語：cryptojacking）是一種殭屍電腦形態的不當應用電子技術的行為，利用被入侵的電子裝置（被殭屍化）擅自執行加密貨幣的挖礦程序並將計算結果自動發還給入侵者牟利，被入侵的電子設備因為執行挖礦程序而過度消耗中央處理器、圖像處理器、電力或網絡流量等。入侵的途徑一般是受害者不慎執行了附有騎劫挖礦腳本或惡意程式的媒體如網頁、應用程式或電子遊戲等，入侵的對象裝置囊括桌上型電腦至行動裝置如手機等。採用這種手段收集的加密貨幣以隱匿交易記錄的門羅幣為主，而非比特幣或以太幣這些更主流但公開交易記錄的加密貨幣。進行門羅幣的騎劫挖礦主要源自一款名為Coinhive的JavaScript，本來其應用目的是讓網頁的擁有人徵詢瀏覽者的同意下自願挖礦，以此代替網頁廣告獲取收益，但很快出現了不告知瀏覽者而擅自執行Coinhive或類似腳本的網頁，其中更揭發了北韓金日成綜合大學曾利用騎劫挖礦腳本牟利。自從2018年至2019年間防毒軟件和主流網頁瀏覽器如Firefox針對偵測騎劫挖礦腳本而對其網站進行攔截以來，騎劫挖礦有走向式微的趨勢。
2018年8月，遊戲網絡商城Steam撤下了一款名為《Abstractism》的遊戲並封禁其開發商，理由是該遊戲被證實在啟動遊戲後自動執行騎劫挖礦程序，並且會產出與《絕地要塞2》魚目混珠的道具被放上Steam商城販賣。